# Psicologi
El grupo de música Psicologi  (rendido gráficamente como PSICOLOGI) es un dúo musical italiano formado por Drast, nombre artístico de Marco De Cesaris (Nápoles, 2001) y Lil Kaneki, nombre artístico de Alessio Aresu (Roma, 2001).

## Carrera artística
El 31 de mayo de 2019 publicaron su primero EP (Extended Play) "2001", compuesto por 6 canciones, por la compañía discográfica Bomba Dischi. En mayo se exhibieron al ME AME Festival y en julio al Goa-Boa Festival en colaboración con Salmo y Dani Faiv. El 18 de octubre colaboraron a la realización del único llamado Neverland. El 25 de octubre publicaron sus segundo EP titulado 1002; también este EP está compuesto por 6 canciones, bajo la compañía discográfica Bomba Discos/Universal Music. El 23 de noviembre participaron a la Milán Music Week. El 15 de noviembre publicaron el álbum-recogida 2001 / / 1002 bajo la compañía discográfica Universal, a la cual sigue una serie de conciertos por todo el territorio nacional italiano. En diciembre de 2019 la canción Autostima (autoestima) fue certificada disco de oro por la FIMI (Federación Industria Musical Italiana).
El 12 de junio de 2020 publicaron el primer álbum en estudio titulado Millennium Bug, que debuta en quinta posición en la clasificación FIMI. El 16 de septiembre publicaron el único Tatuaggi (Tatuajes) en colaboración con la cantante Ariete.

## Discografía

### Álbum en estudio[13]
- 2020 – Millennium Bug

### Colección musical
- 2019 – 2001 / / 1002

### EP
- 2019 – 2001
- 2019 – 1002
- 2019 – PsycoSide (en colaboración con Side Baby)

### Únicos
- 2019 – Stanotte (Esta noche) (producción a cargo de Sick Luke)
- 2019 – Ancora sveglio (Todavía despierto)(producción a cargo de Zef)
- 2019 – Non mi fido (No me fío) (en colaboración con Side Baby)
- 2020 – Vestiti d'odio (Vestidos de odio) (en colaboración con Trece Pietro)
- 2020 –  Sto bene (Estoy bien)
- 2020 –  Generazione (Generación)
- 2020 – Fck U (en colaboración con Madame)
- 2020 –  Tatuaggi (Tatuajes) (en colaboración con Ariete)

### Colaboraciones
- 2019 – Mecna & Sick Luke – Neverland
- 2020 – Radical – PILLS//SORRY
- 2020 – Slait, Young Miles – SPACETRIP [solamente con Drast]
- 2020 – Ariete – RISPOSA IN PACE (DESCANSA EN PAZ)  [en colaboración con Drast]
- 2020 – MV Killa & Yung Snapp – Las Vegas